# علم ثلاثي الألوان

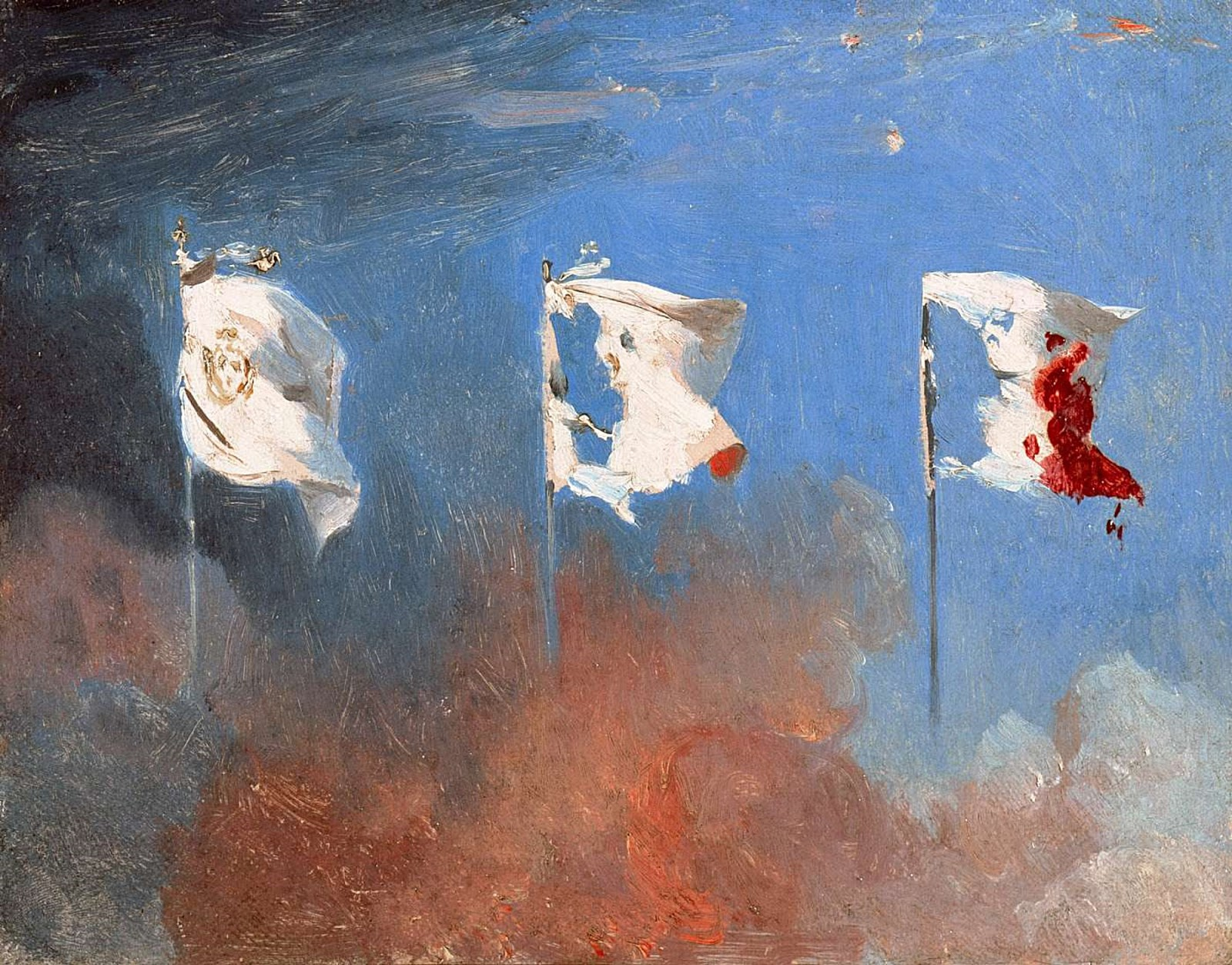

العلم ثلاثي الألوان هو راية مصممة عادة من ثلاث نطاقات، بثلاثة ألوان مختلفة، إما أفقية أو عمودية، وترمز بالعادة إلى الحقوق المدنية والحرية والثورة.
ظهر هذا النظام من الأعلام في القرن السادس عشر الميلادي.
استخدم هذا النظام في أعلام كل من فرنسا وإيطاليا والمكسيك وإيرلندا، التي عرفت أعلامها بمصطلح الأعلام ثلاثية الألوان وجميعها تشكلت خلال الفترة من بداية الثورة الفرنسية وحتى ثورات 1848م. باستثناء العلم الإيرلندي الذي يعود إلى سنة 1848 ولكنه لم يكتمل حتى ثورة عيد الفصح في 1916 واعتمد في 1919.

## التاريخ
الاستخدام الأقدم لهذا العلم كان من الألوان البرتقالي والأبيض والأزرق في علم الأمير (وهو العلم المستوحى منه علما هولندا ولوكسمبورغ). وقد استخدمه سليل أسرة ناساو في 1579 ويليام الأول الصامت قائد الثورة الهولندية وحرب الثمانين عاماً ضد الإسبان.
أكثر الأعلام شهرة التي تستخدم ثلاثة ألوان العلم المعروف بـ (لو تريكولوري)، وهو علم فرنسا المكون من الأزرق والأبيض والأحمر ألوان الثورة الفرنسية.
مع تشكيل الجمهورية الفرنسية بعد عام 1795، تم اعتماد الألوان الثلاثة الثورية على نطاق واسع، في كل من جمهورية ألبا 1796 (أحمر أزرق أصفر)، الجمهورية الألبية 1797، وجمهورية ترانسبادان وجمهورية سيسرينيان 1797 (أخضر أبيض أحمر)، وجمهورية أنكوناين (أزرق أصفر أحمر)، في الجمهورية الرومانية 1798 (أسود أبيض أحمر)، في جمهورية هلفتيك 1798 (أخضر أصفر أحمر. كانتون نوشاتيل 1848)، في الجمهورية البارثينوبية 1799 (أزرق أصفر أحمر)،
في إمارة لوكا وبيومبينو 1805 (أزرق أبيض أحمر).
بقيت الألوان الثلاثة الأخضر والأبيض والأحمر رمزاً للجمهورية طوال القرن التاسع عشر واعتمد بوصفه العلم الوطني من قبل عدد من الدول في أعقاب ثورات عام 1848، ومملكة سردينيا (ورثتها مملكة إيطاليا 1861).
علم ألمانيا (أسود أحمر ذهبي) نشأ من الروح الثورية في مكافحة حركة فريكوربس في الثلاثينيات من القرن التاسع عشر، واعتمد لاحقاً من قبل البرجوازية الألمانية كاستحقاق لتوحيد الأراضي الألمانية في النصف الأول من القرن التاسع عشر الميلادي. وقد اعتمده رسمياً برلمان فرانكفورت بين عامي 1848 و1849. وقد استخدمت بلجيكا ألوان علم ثورة برابانت عام 1789 ضد الإمبراطورية النمساوية، وهي ذات ألوان العلم الألماني.
في العالم الجديد كانت المكسيك أول دولة تستخدم الراية ثلاثية الألوان في خضم تشكيل الإمبراطورية المكسيكية الأولى التي نالت استقلالها عن إسبانيا في 1821م.
بعد 1848 اختارت العديد من الدول العلم ثلاثي الألوان لكن عن خلفية إثنية لا أيديولوجية، ومثال ذلك أعلام المجر، ورومانيا، وأيرلندا (1848)، وإستونيا (1880)، وليتوانيا (1905)، وأرمينيا (1918).
اعتمدت روسيا القيصرية علمها ثلاثي الألوان خلال القرن السابع عشر، ولكن لم يكن ذلك عن خلفية جمهورية أو ثورية بتاتاً.

## العلم ثلاثي الألوان حديثاً
بعد نهاية الحرب العالمية الأولى اعتمدت كثير من القوميات في العالم العلم ثلاثي الألوان لكن كلٌّ بألوانه الخاصة.
اعتمد الأفارقة الألوان الذهبي والأخضر والأحمر في أعلامهم، وهي الألوان التي استخدمت أول مرة في الإمبراطورية الأثيوبية. كما تم اعتماد اللون الأسود أحياناً دلالة على الجنس الأفريقي بدلاً من الذهبي أو معه.
اعتمد العرب تصميم العلم ثلاثي الألوان لكنهم أضافوا لوناً رابعاً على شكل مثلث من جهة السارية.
أما الروس والفرس فقد اعتمدوا العلم ثلاثي الألوان مضافاً إليه شعار مملكة كل منهما.
في الهند اعتمد العلم ثلاثي الألوان إبان الاستقلال عن بريطانيا العظمى.

## معرض صور

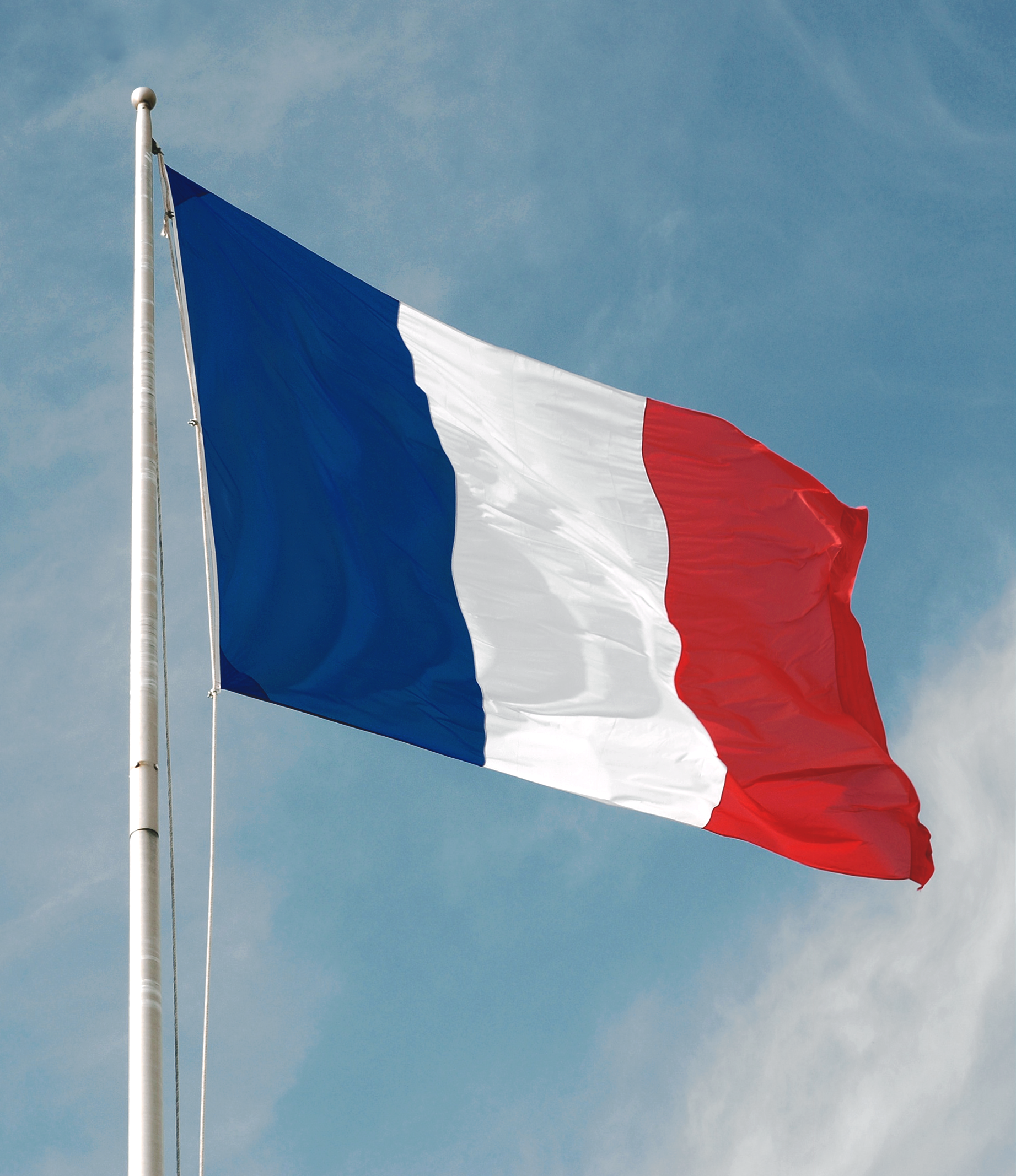
علم فرنسا ثلاثي الألوان (لو تريكولوري).
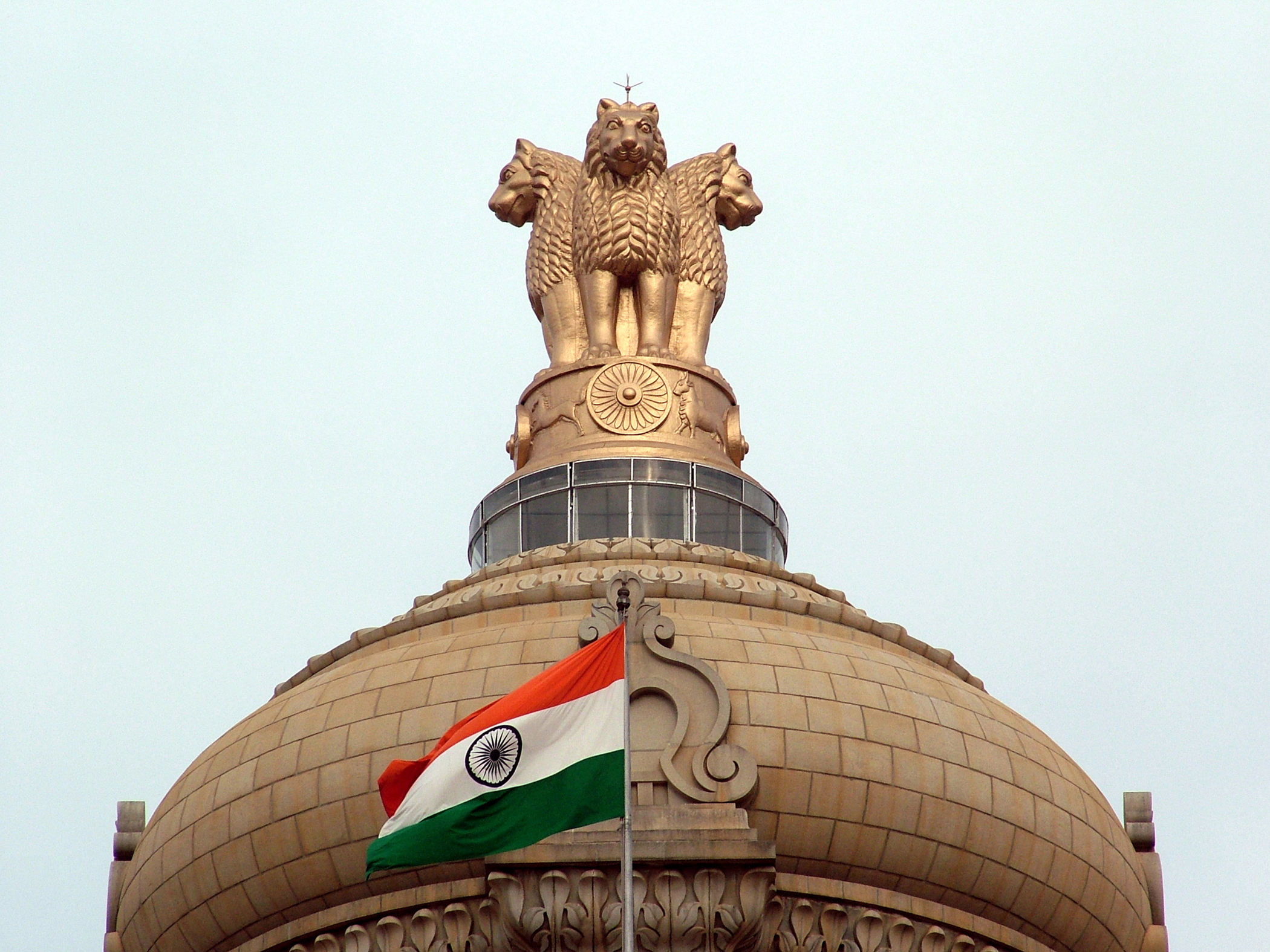
علم الهند ثلاثي الألوان تحت شعار الدولة وفي وسطه الأشوكا شاكرا.
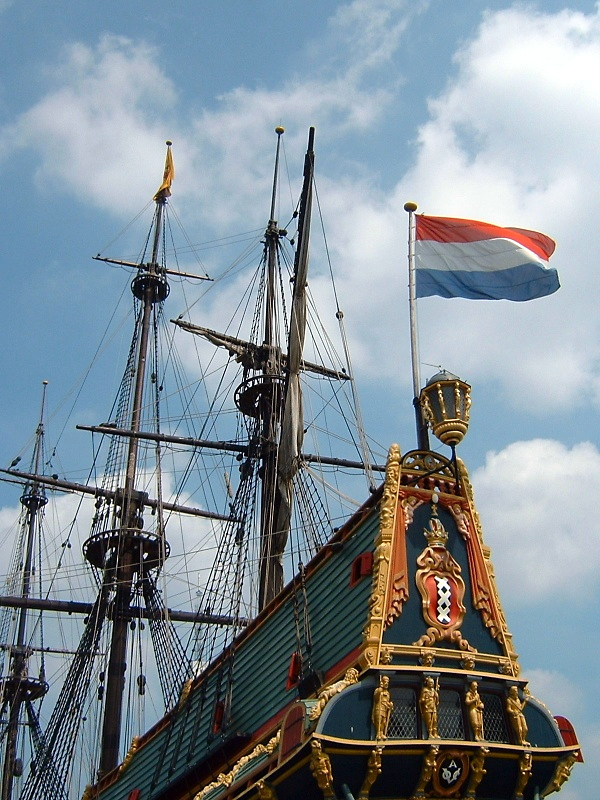
علم هولندا هو العلم ثلاثي الألوان الأقدم الذي لا زال مستخدماً.
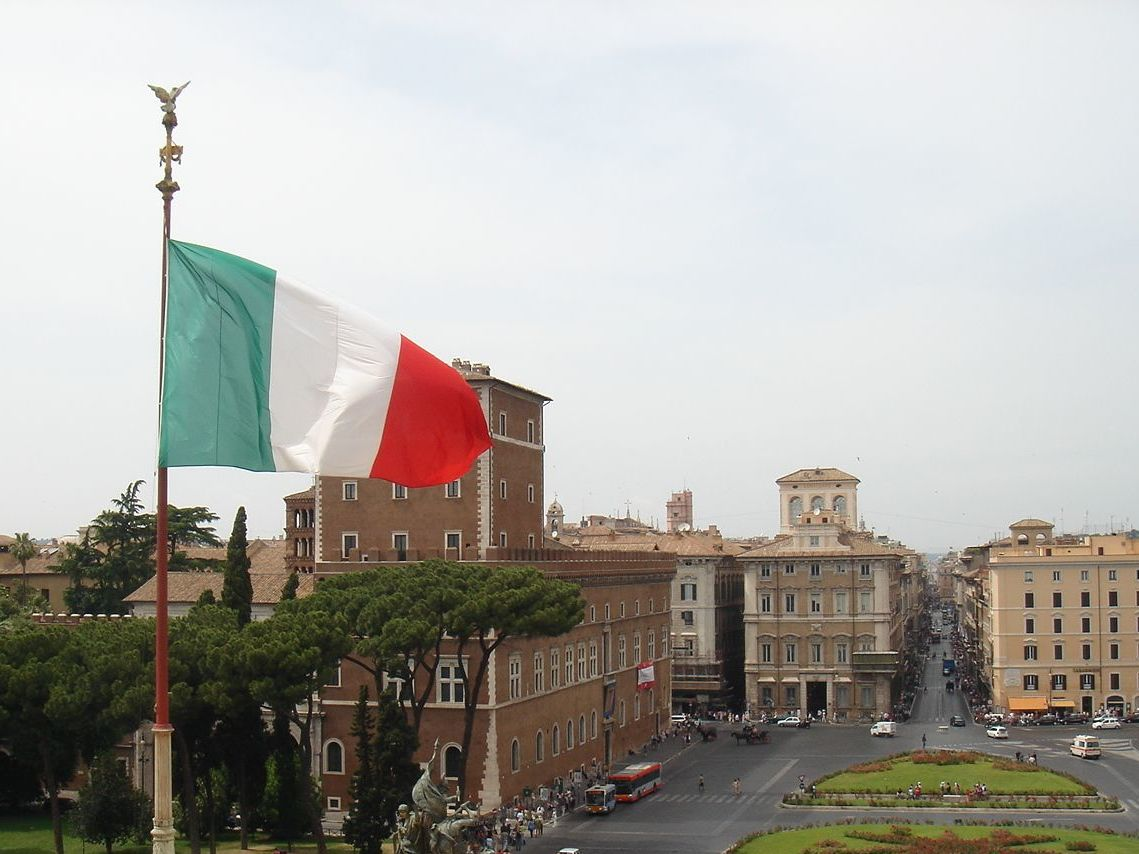
علم إيطاليا ثلاثي الألوان.